# 崔竩
崔竩（？—1258年），是高丽崔氏政权第四任独裁者，崔沆的庶子。
崔沆與正妻之間沒有兒子，在當僧人的時候曾與宋㥠的婢子生下的崔竩是獨生子。因此崔沆以崔竩為嗣，由景淋師芮記教授書法和詩歌，鄭世臣教以禮儀，權韙、任翊教授政治教育。
根據《高麗史》記載，崔竩「美容貌，兩手微有金色，性沈黙，多羞澁。」高麗高宗任命他為殿中內給事。1257年崔沆得了重病，臨終前將崔竩託付給了宣仁烈、柳能二人輔佐。崔沆死後，殿前崔良白秘不發喪，禁止侍婢啼哭；另一面與宣仁烈相謀，召門客、大將軍崔瑛、蔡楨、柳能等人，率夜別抄、神義軍、書房、三番都房、三十六番擁衛前來聚集，方才發喪，使崔竩能順利的即位。高麗高宗遂授予崔竩借將軍之職，又任命為教定別監，百官都前來弔唁崔沆、慶祝崔竩的昇官。
崔竩與其父崔沆一樣好色，崔竩見父親的嬖妾心鏡美麗慧黠，曾在崔沆在世的時候與之通姦，崔沆病死之日就將其納入後房了。崔沆的母親本為妓女，而崔竩的母親又出身下賤，因此崔竩對「娼妓、賤隸」之類的詞彙極為敏感。凡是讀書人讀書讀到關於「娼妓、賤隸」之類的語句，與之有隙的人往往會前往向崔竩報告，崔竩將他們盡殺之。
高麗高宗任命崔竩為樞密院副使判吏兵部御使臺使，但被崔竩辭去了，不久改授右副承宣。住在延安宅和靖平宮王府中。
1258年，崔竩派將軍邊軾、郎將安洪敏、散員鄭漢珪為江華收獲使。這些人騷擾百姓，令百姓叫苦不迭。根據高麗王朝的官制，奴隸即使有大功也不能當官，但崔沆統治期間將此條廢除了，奴隸李公柱、崔良伯、金仁俊擔任別將，聶長守擔任校尉，金承俊擔任隊正。而在崔竩統治時期，李公柱更是被授予了郎將的職務。
崔竩年少暗劣，不懂得禮待賢士，所寵信的都是出身奴隸的柳能、崔良伯之類人。因此諸如柳璥之類的文臣都與他關係惡劣。而由於遇到天災的時候崔竩不開倉救濟百姓，致使其失去了民心。由於崔竩寵信宵小，性格多疑，又與柳能、金仁俊等人也開始交惡。神義軍都領郎將朴希實、指諭郎將李延紹召集大司成柳璥、郎將金仁俊、金承俊、李公柱，以及將軍朴松庇、都領郎將林衍、隊正朴天湜、別將同正車松祐、郎將金洪就，以及金仁俊的兒子大材、用材、式材等人密謀發動叛亂，約以四月八日觀燈舉事。崔良伯得知此事，故意將此事告知崔竩，建議崔竩召夜別抄軍前來平叛。崔竩照著做了。金仁俊一面率神義軍逮捕了崔竩的支持者，另一方面則派人沿街傳呼稱崔竩死期到了。夜別抄軍都倒戈支持金仁俊，攻入崔竩的府邸。崔竩扶墻欲逃走，但身軀肥重無法攀越，為夜別抄軍所殺。
崔竩的死標誌著長達60餘年的崔氏武人政權的覆滅。崔竩死後，高宗下令沒收崔氏家族的土地財產，撤去了崔忠獻、崔怡在高麗太廟中的靈位。文臣柳璥執掌了政權，高麗也隨即放棄了同蒙古對抗的政策，向蒙古投降。但不久武臣金仁俊上臺以後，繼續實行與蒙古對抗的政策。

## 家族
- 父：崔沆
- 嫡母：鐵原崔氏（朝鲜语：철원 최씨）（崔昷（朝鲜语：최온 (고려 후기 문신)）之女）
- 繼嫡母：橫城趙氏（朝鲜语：횡성 조씨）（趙季珣（朝鲜语：조계순）之女）
- 生母：名失傳（宋㥠的婢女）
- 正室：仁川李氏（朝鲜语：인천 이씨）（李藏用（朝鲜语：이장용）之女）
- 妾：心鏡（本為崔沆的妾。崔沆死後，又成為崔竩的妾）